# Huun-Huur-Tu
Huun-Huur-Tu (tuwiński Хүн Хүртү, Chün Chürtü) – grupa muzyczna z Tuwy. Jeden z najbardziej znanych na świecie zespołów z Azji i byłego Związku Radzieckiego wykonujących muzykę silnie inspirowaną tradycją. Charakterystycznymi elementami ich muzyki jest szeroki wachlarz stylów i profesjonalne wykonanie tuwińskiego śpiewu gardłowego (m.in. chöömej). Grupa wykorzystuje następujące instrumentarium: igil, chomus (jakucka drumla), doszpuluur (drewniana tuwińska lutnia o długim gryfie), dünggür (szamański bęben) i inne.

## Historia
Kwartet śpiewu gardłowego (pod pierwotną nazwą Kungurtuk) został założony w 1992 roku przez Kajgała-ooł Kovalyg, braci Aleksandra i Sajana Bapę oraz Alberta Kuwiezina. Po pewnym czasie grupa zmieniła nazwę na Huun-Huur-Tu. Oznacza ona dosłownie słoneczne śmigło (ang. sun propeller), czyli, jak piszą muzycy, „pionowe rozdzielenie promieni światła, które pojawiają się często zaraz po wschodzie albo przed zachodem słońca. Dla członków Huun-Huur-Tu załamanie światła, które powoduje powstanie tych promieni wydaje się analogiczne do «załamania» dźwięku, który wytwarza harmonię artykulacyjną podczas tuwińskiego śpiewu gardłowego”.
Kierunkiem ich twórczości stało się odrodzenie pieśni tuwińskiej i muzycznej spuścizny w jej pierwotnej czystości. 
Huun-Huur-Tu pozwalali sobie na eksperymenty z instrumentami i melodiami innych kultur, ale kategorycznie nie próbowali korzystać z unowocześnionych instrumentów tuwińskich. 
W 1993 roku część Huun-Huur-Tu oraz zespołu Tuwa odbyła legendarną podróż do USA, gdzie wywarli wielkie wrażenie swoją muzyką, m.in. na Franku Zappie i Kronos Quartet. Wzięli udział w nagraniach tych muzyków.
W 1993 roku grupa wydała swój pierwszy album 60 Horses in My Herd. Nagrany został w studiu w Londynie i w Mill Valley w Kalifornii. W czasie gdy rozpoczęto pracę nad kolejnym albumem, Albert Kuwiezin porzucił grupę, by połączyć tuwiński śpiew gardłowy i poezję szamańską z bardziej "współczesnym" elektronicznym brzmieniem, co znalazło odbicie w projekcie elektronicznym, a następnie grupie rockowej Yat-Kha. Kuwiezina zastąpił Anatolij Kullar. Nowy album został nagrany w Nowym Jorku i w Moskwie, i wydany w 1994 roku.
W 1995 roku Aleksandr Bapa, który wyprodukował dwa pierwsze albumy, odszedł z grupy. Na jego miejsce wszedł Aleksiej Saryglar, były członek rosyjskiego państwowego zespołu Sibirskij suwienir. Trzeci album, If I'd Been Born an Eagle, nagrywany w Holandii, ukazał się w 1997 roku. Tym razem poza tradycyjną muzyką ludową grupa wykonała również tuwińskie pieśni z drugiej poł. XX wieku.
Na początku 1999 roku grupa nagrała album czwarty, Where Young Grass Grows. W nagraniach do tej płyty znaczący udział wzięli muzycy grający na instrumentach nie należących do kultury tuwińskiej: harfie, małych dudach szkockich i syntezatorze.
W 2000 roku grupa wzięła udział w BBC Live Music, grając na żywo na początku i pod koniec festiwalu. Rok później grupa wydała swój pierwszy album koncertowy.
W 2003 roku Kullar odszedł z grupy, a jego miejsce zajął Andriej Mongusz, doświadczony nauczyciel śpiewu chöömej i gry na tuwińskich instrumentach. W 2005 roku do formacji dołączył Radik Tolouche (Tiuliush).

## Skład zespołu
(z 2006)
- Kajgal-ool Kovalyg – śpiew alikwotowy w stylu chöömej i kargyraa, instrumenty – igil, drumla
- Sajan Bapa – śpiew alikwotowy w stylu kargyraa, instrumenty – gitara akustyczna, doszpuluur, igil
- Radik Tolouche (Tiuliush) – śpiew alikwotowy, instrumenty – igil, bizanczi, murgu, shoor, drumla
- Alexei Saryglar – śpiew alikwotowy przede wszystkim w stylu sygyt, instrumenty – tradycyjne perkusyjne, również strunowe igil i doszpuluur

## Dyskografia

### Albumy własne
- 60 Horses in My Herd (Shanachie Records, 1993; Jaro Medien, 1996)
- The Orphan's Lament (Shanachie Records, 1994; Jaro Medien, 1997)
- If I'd Been Born an Eagle (Shanachie Records, 1997; Jaro Medien 1998)
- Where Young Grass Grows (Shanachie Records, 1999)
- Live 1 (GreenWave International, 2001)
- Live 2 (GreenWave International, 2001)
- Best * Live (Jaro Medien, 2001)
- More Live (Jaro Medien, 2003)
- Spirits from Tuva (Jaro Medien, 2003)
- Altai Sayan Tandy-Uula (GreenWave International, 2004)
- Live in Munich (DVD, Jaro Medien, 2007)
- Mother-Earth! Father-Sky! (Jaro Medien, 2008)
- Ancestors Call (Greenwave Music, 2010)

### Albumy z innymi wykonawcami
- Fly, Fly, My Sadness – zapis koncertu zagranego razem z The Bulgarian Voices Angelite (Shanachie Records, Jaro Medien 1996)
- Mountain Tale  – razem z The Bulgarian Voices Angelite & Moscow Art Trio (Jaro Medien, 1998)
- Mother-Earth! Father-Sky! razem z Sainkho Namtchylak (Jaro Medien, 2008)
- Eternal razem z Carmen Rizzo (Electrofone Music (Carmen Rizzo)  2009)

### Albumy z gościnnym udziałem członków zespołu
- Tuva: Voices from the Center of Asia (Smithsonian/Folkways Recordings, 1990) – Anatoli Kuular
- Tuva: Voices from the Land of the Eagles (Pan Records, 1991) – Kaigal-ool Khovalyg
- Ry Cooder Geronimo: An American Legend (Sony BMG Music Entertainment, 1993)
- Kronos Quartet Night Prayers (Elektra Nonesuch,  1994) – Kaigal-ool Khovalyg, Anatoli Kuular
- Tuva: Echoes from the Spirit World (Pan Records, 1994) – Kaigal-ool Khovalyg, Anatoli Kuular
- Frank Zappa Civilization, Phaze III (Zappa/Barking Pumpkin Records 1995) – Kaigal-ool Khovalyg
- Vershki da Koreshki Vershki da Koreshki (Al Sur/Media 7, 1996) – Kaigal-ool Khovalyg
- Vershki da Koreshki Real Life of Plants (Long Arms Records, GreenWave International, IMA-press Publishers, 1996; Shanachie, 1997) – Kaigal-ool Khovalyg
- Volkov Trio Much Better (GreenWave International, 1998) – Kaigal-ool Khovalyg
- Tuva: Among the Spirits (Smithsonian/Folkways Recordings, 1999) – Kaigal-ool Khovalyg, Anatoli Kuular, Alexei Saryglar, Sayan Bapa

## Nagrody i nominacje
- 2008: nominacja do BBC Radio 3 Awards for World Music w kategorii Azja/Pacyfik